# Center for Designforskning
Center for Designforskning var en organisation under Ministeriet for Forskning, Innovation og Videregående Uddannelser, der blev oprettet i 2004 med formålet om at fremme forskning i design samt designforskningsmiljøer ved design- og arkitektskolerne i Danmark. Centret fungerede i 2004 – 2012 som paraplyorganisation for designforskningen ved Arkitektskolen Aarhus, Designskolen Kolding og Det Kongelige Danske Kunstakademis Skoler for Arkitektur, Design og Konservering. 

## Centrets aktiviteter
Center for Designforskning støttede dansk designforskning gennem fordelingen af midler fra en pulje på finansloven til forskningsprojekter, gennem forskertræf og -konferencer og afholdelse af ph.d.-kurser. Centret udgav forskningstidsskriftet Artifact og netmagasinet Mind Design Arkiveret 4. marts 2013 hos  Wayback Machine, der formidlede forskningsresultater og artikler om designfagets udvikling. Center for Designforskning har udviklet Webmuseum.dk Arkiveret 7. juni 2014 hos  Wayback Machine, der dokumenterer og fortæller webbets historie.
I 2005 etablerede Center for Designforskning uddannelsen Master i Design i samarbejde med Kunstakademiets Arkitektskole.

## Evaluering og lukning
Center for Designforskning og designforskningen ved designskolerne blev evalueret af et internationalt panel i 2010, og centret blev videreført i endnu to år.
Centret blev lukket ved udgangen af 2012 med henvisning til, at centrets formål er opfyldt med den positive evaluering i 2010 af designforskningen, og opgaverne blev overtaget af arkitekt- og designskolerne.